# Reggie Wayne
Reginald „Reggie“ Wayne (* 17. listopadu 1978 v New Orleans, stát Louisiana) je bývalý hráč amerického fotbalu, který nastupoval na pozici Wide receivera v National Football League. Univerzitní fotbal hrál za University of Miami ve státě Florida, poté byl vybrán v prvním kole Draftu NFL 2001 týmem Indianapolis Colts.
Během své kaiéry byl šestkrát vybrán do Pro Bowlu. V současnosti je šestým nejlepším hráčem v historii NFl v počtu zachycených přihrávek, devátý v počtu naběhaných yardů po zachycení (nejlepší z aktivních hráčů) a dělený dvaadvacátý ve skórovaných touchdownech. 14. prosince 2014 Wayne odehrál 209 utkání a připsal si 142 výhru v dresu Colts, čímž překonal předchozího držitele, Peytona Manninga.

## Univerzitní fotbal
Během čtyř let na University of Miami se spoluhráči Edem Reedem, Santanou Mossem nebo Andre Johnsonem si jako startující Wide receiver připsal 173 zachycených přihrávek (včetně 36 za sebou jdoucích zápasů se zachycen přihrávkou) a stal se tak jedním ze čtyř hráčů v historii školy, kteří zaznamenali 20 nebo více touchdownů. Jeho 48 zachycených přihrávek v nováčkovské sezóně je rekordem školy. Wayne promoval v roce 2000 s titulem v humanitních oborech, jeho spolubydlícím ve školních letech byl slavný Free safety Baltimore Ravens Ed Reed.

### Univerzitní statistiky
| Rok    | Tým   | Zápasů | Startující | Zachycení | Yardů | Průměr | TD |
| 1997   | Miami | 11     | 10         | 48        | 640   | 13,3   | 2  |
| 1998   | Miami | 9      | 9          | 42        | 629   | 15,0   | 4  |
| 1999   | Miami | 12     | 12         | 40        | 486   | 12,1   | 4  |
| 2000   | Miami | 11     | 11         | 43        | 755   | 17,5   | 10 |
| Celkem |       | 43     | 42         | 175       | 2 510 | 14,3   | 20 |

Wayne byl uveden do Síně slávy University of Miami na výročním banketu 24. března 2011.

## Profesionální kariéra
Reggie Wayne byl vybrán v prvním kole Draftu NFL 2001 na 30. místě týmem Indianapolis Colts, aby doplnil dalšího hvězdného Wide receivera týmu, Marvina Harrsiona.
V prvním roce zachytil 27 přihrávek pro 345 yardů, ve druhém statistiky zdvojnásobil pro 49 zachycených přihrávek, 716 yardů a 4 touchdowny. Během sezóny 2003 se probojoval na pozici startujícího Wide receivera a tuto pozici od té doby drží. Stále lepší výkony a výsledky mu v roce 2006 vynesly šestiletou smlouvu za 39,5 milionu dolarů. Wayne se odvděčil 86 zachycenými přihrávkami, 1 310 yardy a 9 touchdowny, což mu poprvé přineslo nominaci do Pro Bowlu a hlavně zisk Super Bowlu, ve kterém pomohl porazit Chicago Bears 29:17 touchdownem v první čtvrtině. O rok později využil zranění spoluhráčů v ofenzívě Dallase Clarka a Marvina Harrisona k navýšení osobního rekordu v počtu zachycených přihrávek (104) i yardů (1 510) a díky nejlepším statistikám v lize si vysloužil druhou nominaci do Pro Bowlu a první do All-Pro týmu.
Po pro něj průměrné sezóně 2008 (82 zachycených přihrávek pro 1 145 yardů, 6 touchdownů) Wayne znovu exceluje jak o rok později (100 zachycených přihrávek pro 1 264 yardů, 10 touchdownů), tak v sezóně 2010 (11 zachycených přihrávek pro 1 355 yardů, 6 touchdownů). Pokaždé v těchto sezonách byl zvolen do Pro Bowlu. V play-off se Colts zadařilo pouze v roce 2009, kdy se dostali až do Super Bowlu, nicméně Wayne podával výborné výkony ve všech zápasech. Po zranění Peytona Manninga v sezóně 2011 jeho počet nachytaných yardů klesl poprvé od roku 2003 po hranici 1 000, ale o rok později se vrací do formy a také díky jeho 106 zachyceným přihrávkám pro 1 355 yardů a 5 touchdownům se Colts znovu dostávají do play-off. Za své výkony je Wayne odměněn nový tříletým kontraktem s Colts a šestou nominací do Pro Bowlu.
Během utkání s Chargers 14. září 2013 Wayne překonal metu 1000 zachycených přihávek jako teprve devátý hráč v historii NFl, nicméně už o týden později proti Broncos si přetrhl přední zkřížený vaz a sezóna pro něj skončila. Tím pro něj skončila i šňůra 189 odehraných zápasů v řadě za sebou, což byla v tu chvíli třetí nejdelší série Wide receivera v historii NFL. Na startu ročníku 2014 je ovšem Wayne opět připraven, odehraje patnáct zápasů (pokaždé jako startující hráč) a to i přesto, že proti Steelers utrpí zranění lokte a od šestého týdne do konce sezóny hraje s natrženým tricepsem. I tak zaznamená 64 zachycených přihrávek pro 779 yardů, 2 touchdowny a 19. října 2014 jako devátý Wide receiver v historii NFL překonává hranici 14 000 nachytaných yardů.
6. března 2015 Colts oznamili, že neprodlouží smlouvu s Waynem, který se tak od 10. března stal volným hráčem. Následně 24. srpna podepsal jednoletý kontrakt s New England Patriots za tři miliony dolarů, jenže už 5. září požádal o zrušení kontraktu. Kariéru defeinitivně ukončil 15. ledna 2016.

### Profesionální kaiéra
| Sezóna        | Tým                | Zápasy        | Zápasy        | Zachycené přihrávky | Zachycené přihrávky | Zachycené přihrávky | Zachycené přihrávky | Zachycené přihrávky | Běhová hra    | Běhová hra    | Běhová hra    | Běhová hra    | Běhová hra    | Fumbly        | Fumbly        |
| Sezóna        | Tým                | ZO            | ZS            | Zach                | Yar                 | Prů                 | Nejd                | TD                  | Pok           | Yar           | Prů           | Nejd          | TD            | Fum           | Ztrac         |
| Základní část | Základní část      | Základní část | Základní část | Základní část       | Základní část       | Základní část       | Základní část       | Základní část       | Základní část | Základní část | Základní část | Základní část | Základní část | Základní část | Základní část |
| ------------- | ------------------ | ------------- | ------------- | ------------------- | ------------------- | ------------------- | ------------------- | ------------------- | ------------- | ------------- | ------------- | ------------- | ------------- | ------------- | ------------- |
| 2001          | Indianapolis Colts | 13            | 9             | 27                  | 345                 | 12.8                | 43                  | 0                   | –             | –             | –             | –             | –             | –             | –             |
| 2002          | Indianapolis Colts | 16            | 7             | 49                  | 716                 | 14.6                | 49                  | 4                   | –             | –             | –             | –             | –             | 2             | 1             |
| 2003          | Indianapolis Colts | 16            | 16            | 68                  | 838                 | 12.3                | 57T                 | 7                   | –             | –             | –             | –             | –             | –             | –             |
| 2004          | Indianapolis Colts | 16            | 16            | 77                  | 1,210               | 15.7                | 71T                 | 12                  | 1             | -4            | -4.0          | -4            | 0             | -             | -             |
| 2005          | Indianapolis Colts | 16            | 16            | 83                  | 1,055               | 12.7                | 66T                 | 5                   | –             | –             | –             | –             | –             | 1             | 0             |
| 2006          | Indianapolis Colts | 16            | 16            | 86                  | 1,310               | 15.2                | 51T                 | 9                   | –             | –             | –             | –             | –             | 1             | 0             |
| 2007          | Indianapolis Colts | 16            | 16            | 104                 | 1,510               | 14.5                | 64                  | 10                  | 1             | 4             | 4.0           | 4             | 0             | 3             | 3             |
| 2008          | Indianapolis Colts | 16            | 16            | 82                  | 1,145               | 14.0                | 65T                 | 6                   | –             | –             | –             | –             | –             | –             | –             |
| 2009          | Indianapolis Colts | 16            | 16            | 100                 | 1,264               | 12.6                | 65T                 | 10                  | –             | –             | –             | –             | –             | –             | –             |
| 2010          | Indianapolis Colts | 16            | 16            | 111                 | 1,355               | 12.2                | 50                  | 6                   | –             | –             | –             | –             | –             | 1             | 1             |
| 2011          | Indianapolis Colts | 16            | 16            | 75                  | 960                 | 12.8                | 56T                 | 4                   | –             | –             | –             | –             | –             | –             | –             |
| 2012          | Indianapolis Colts | 16            | 15            | 106                 | 1,355               | 12.8                | 33                  | 5                   | 1             | -5            | -5.0          | -5            | 0             | 1             | 1             |
| 2013          | Indianapolis Colts | 7             | 7             | 38                  | 503                 | 13.2                | 35                  | 2                   | 1             | 5             | 5.0           | 5             | 0             | –             | –             |
| 2014          | Indianapolis Colts | 15            | 15            | 64                  | 779                 | 12.2                | 80                  | 2                   | –             | –             | –             | –             | –             | 1             | 1             |
|               | Celkem             | 211           | 197           | 1,070               | 14,345              | 13.4                | 80                  | 82                  | 4             | 0             | 0.0           | 5             | 0             | 10            | 7             |
| Playoff       |                    |               |               |                     |                     |                     |                     |                     |               |               |               |               |               |               |               |
| 2002          | Indianapolis Colts | 1             | 1             | 3                   | 17                  | 5.7                 | 7                   | 0                   | –             | –             | –             | –             | –             | –             | –             |
| 2003          | Indianapolis Colts | 3             | 3             | 15                  | 172                 | 11.5                | 20                  | 2                   | –             | –             | –             | –             | –             | –             | –             |
| 2004          | Indianapolis Colts | 2             | 2             | 13                  | 256                 | 19.7                | 49                  | 2                   | –             | –             | –             | –             | –             | 1             | 1             |
| 2005          | Indianapolis Colts | 1             | 1             | 7                   | 97                  | 13.9                | 24                  | 0                   | –             | –             | –             | –             | –             | –             | –             |
| 2006          | Indianapolis Colts | 4             | 4             | 17                  | 216                 | 12.7                | 53                  | 2                   | –             | –             | –             | –             | –             | –             | –             |
| 2007          | Indianapolis Colts | 1             | 1             | 7                   | 76                  | 10.9                | 21                  | 1                   | –             | –             | –             | –             | –             | –             | –             |
| 2008          | Indianapolis Colts | 1             | 1             | 4                   | 129                 | 32.2                | 72                  | 1                   | –             | –             | –             | –             | –             | –             | –             |
| 2009          | Indianapolis Colts | 3             | 3             | 16                  | 164                 | 10.2                | 25                  | 1                   | –             | –             | –             | –             | –             | 1             | 0             |
| 2010          | Indianapolis Colts | 1             | 1             | 1                   | 1                   | 1.0                 | 1                   | 0                   | –             | –             | –             | –             | –             | –             | –             |
| 2012          | Indianapolis Colts | 1             | 1             | 9                   | 114                 | 12.7                | 20                  | 0                   | –             | –             | –             | –             | –             | –             | –             |
| 2014          | Indianapolis Colts | 3             | 3             | 1                   | 12                  | 12.0                | 12                  | 0                   | –             | –             | –             | –             | –             | –             | –             |
|               | Celkem             | 21            | 21            | 93                  | 1,254               | 13.5                | 72                  | 9                   | –             | –             | –             | –             | –             | 2             | 1             |